# Santiago Challenger 1995
Il Santiago Challenger 1995 è stato un torneo di tennis facente parte della categoria ATP Challenger Series nell'ambito dell'ATP Challenger Series 1995. Il torneo si è giocato a Santiago in Cile dal 20 al 26 novembre 1995 su campi in terra rossa.

## Vincitori

### Singolare
Nicolás Lapentti ha battuto in finale  Nicolás Pereira con il punteggio di 7–6, 6–3

### Doppio
Brandon Coupe /  Sébastien Leblanc hanno battuto in finale  Nicolás Lapentti /  Gabriel Silberstein con il punteggio di 3–6, 7–5, 6–4